# Jelly Beans
Jelly Beans（ジェリービーンズ）は、2007年から2010年にかけて活躍した、日本の女性アイドル・ポップス・ユニット。有希と朝倉さくらの二人組。イメージカラーとして、有希は水色、さくらはピンクを用いていた。現在は活動休止中。

## 経歴
2007年5月に結成し、学園系メイドカフェ「アキバ学園2年1組」のイメージキャラクターを務めるなど、主に秋葉原を中心に活動していたが、Japan Expoなどの博覧会や、フランスのポップカルチャー専門テレビネットワーク Nolifeの番組への出演で、ヨーロッパでも名前が知られるようになった。2009年の日本デーでは、ドイツの在デュッセルドルフ日本国総領事館によって、日本ポップカルチャー大使に任命された。2010年4月にはヨーロッパでコンサートツアー（パリ・フランクフルト・デュッセルドルフ）を行なった。

## 出演

### 海外イベント
- 第9回Japan Expo（2008年7月3 - 6日、パリ郊外ヴィルパント）[2]
- 第2回Chibi Japan Expo（2008年10月31日 - 11月2日、パリ郊外モントルイユ)[3]
- 第8回日本デー（2009年6月13日、デュッセルドルフ）[4]
- 第3回Chibi Japan Expo（2009年10月30日 - 11月1日、パリ郊外モントルイユ）[5]
- 第2回Japan Expo Sud（2010年2月19日 - 21日、マルセイユ）[6]
- 第9回日本デー（2010年5月29日、デュッセルドルフ）[7]

### テレビ
- アキバン!バン!バン!（2007/12/10 - 2009/12/28、千葉テレビ放送)

### ラジオ
- Jelly BeansのColorful Mix（2009/04/09 - 2009/10/01、ラジオ関西)

## ディスコグラフィー

### コンピレーション
1. アキバイブル～第1章～
（ジェリービーンズ 収録）2007年10月19日発売 / ASCM-1001 / キャンディー・リップ・レコード

### シングル
1. 男子禁制
2008年2月22日発売
2. 熱血☆チアガール
2008年12月26日発売
3. 一生青春
2009年6月24日発売

※すべてのシングルがDVD付き

### アルバム
1. JellyBeans-1
2009年7月22日発売